# Kor (földtörténet)
A kor a földtörténeti időskálán a időszaknál rövidebb egység, az időszakot tagolja részekre.
A kor rétegtani megfelelője a rétegtani sorozat. A korok korszakokra tagolhatók tovább. A korszakok elnevezése már nem mindig egységes, például földrajzi területenként más-más lehet.
Tágabb értelemben, köznapi fogalmazással kornak nevezik a földtörténeti időskála egyéb egységeit is (mint az eon, idő, időszak vagy korszak).